# Cadlinidae
Cadlinidae es una familia de babosa de mar, un nudibranquio, sin concha, molusco gasterópodo perteneciente a la superfamilia Doridoidea. Esta familia se encuentra en el clado Euctenidiacea.
Estudios filogenéticos moleculares y sus esquemas de muestreo de taxones pueden tener una fuerte influencia de la filogenia resultante. La investigación realizada por R.F. Johnson en 2011 ha demostrado que Cadlina no pertenece a la familia Chromodorididae. Por consiguiente, ha devuelto el nombre Cadlinidae de sinonimia con Chromodorididae. También incluyó el género Aldisa Bergh, 1878 en la familia Cadlinidae.

## Taxonomy
Géneros incluidos:
- Aldisa Bergh, 1878[1]
- Cadlina Bergh, 1878[1] - synonyms: Acanthochila Mörch, 1868; Echinochila Mörch, 1869; Inuda Er. Marcus & Ev. Marcus, 1967; Juanella Odhner, 1921